# Dysoxylum setosum
Dysoxylum setosum är en tvåhjärtbladig växtart som först beskrevs av Johan Baptist Spanoghe, och fick sitt nu gällande namn av Friedrich Anton Wilhelm Miquel. Dysoxylum setosum ingår i släktet Dysoxylum och familjen Meliaceae. Inga underarter finns listade i Catalogue of Life.